# Claude Delachet-Guillon
Claude Delachet-Guillon, née à Saint-Mars-la-Jaille en 1941, est une auteure spécialiste de la Birmanie.

## Éléments biographiques
Claude Delachet-Guillon a été assistante sociale en France, puis pendant sept ans enseignante  de français en Birmanie et au Vietnam, époque où elle a réalisé des travaux ethnographiques sur la maternité et ses rituels en Birmanie.
De retour en France en 1975 elle a enseigné dans un Institut de formation de travailleurs sociaux, puis a été responsable de services sociaux spécialisés dans les migrations internationales, et dans la situation de personnes et de familles en grande précarité.

Elle a été nommée Chevalier de la Légion d'honneur[réf. souhaitée], lorsqu'elle était Directrice du Service Social d'Aide aux Émigrants (SSAE) pour son travail concernant les réfugiés et les migrants.

Au cours de son dernier engagement professionnel elle a initié et conduit des actions communautaires de prévention du sida avec des immigrés originaires de Haïti et d’Afrique centrale. Entre 1994 et 1996 elle a réalisé une recherche sur cette question dans le cadre du Laboratoire de recherche en Sciences sociales de l’Université Paris XII.
Ayant pris sa retraite, elle a fondé le Comité de Soutien Européen aux Femmes et Enfants de Birmanie (COSEFEB), qu’elle a présidé jusqu’en 2009. En coopération avec EWOB, une association canadienne présidée par une Birmane, le COSEFEB a soutenu sur le plan financier et  méthodologique des petits projets communautaires dans des camps de réfugiés et hors des camps : écoles maternelles, centre d’enfants, artisanats (tissage, couture...), formation professionnelle, etc.
De 1974 à nos jours Claude Delachet-Guillon a publié plusieurs ouvrages relatifs à l’Asie du Sud-Est, et le résultat de sa recherche sur la prévention du sida menée avec des Haïtiens ; ainsi qu’une vingtaine d’articles professionnels concernant les réfugiés, les immigrés, et leurs enfants.
Elle est membre de l'Association pour l'autobiographie.

## Publications

### Ouvrages et articles sur l’Asie
- (en) Dictionnaire de base Français-Birman (7 000 mots) (avec Emmanuel Guillon), Rangoon, Birmanie, Dawn Literature Publishing House, 1972, 466 p.[3],[4].
- (en) La maternité et ses rituels en Birmanie, Paris, Institut d'ethnologie, 1974, 304 p.
- (en) Birmanie (avec Emmanuel Guillon), Éditions du Seuil, coll. « Petite Planète », 1975, 190 p. (ISBN 978-2-02-000145-8)[3],[4].
- (en) Daw Sein, les dix mille vies d’une femme birmane, Paris, Éditions du Seuil, 1978, 174 p. (ISBN 978-2-02-004904-7 et 202004904X) et Kailash, 2000, 193 p.  (ISBN 9782842680558)[5],[6],[7],[8].
- (en) La cuisine asiatique : Chine, Inde, Indonésie, Malaisie..., Lucerne, Dormonval, 1994, 251 p. (ISBN 978-3-907498-90-3 et 3907498909)
- (en) Aung San Suu Kyi (trad. Claude Delachet-Guillon et Emmanuel Guillon), Nationalisme et Littérature en Birmanie : quelques aspects de la vie intellectuelle pendant le colonialisme, Genève, Olizane, 1996, 85 p. (ISBN 2-88086-149-7).
- (en) Birmanie, côté femmes, Genève, Olizane, 2002, 299 p. (ISBN 2-88086-291-4, lire en ligne)[5],[8].
- Ma Ma Lay (trad. Claude Delachet-Guillon et Khin Lay Myint), « Un Brin d’Herbe », Europe (revue), Paris,‎ mai 2003.
- Ma Ma Lay (trad. Claude Delachet-Guillon et Khin Lay Myint), « Le café », Revue Siècle 21, Paris, no 4,‎ 2004, p. 26-31.
- « Birmanie, la flamme de la révolte n’est pas éteinte » (avec Emmanuel Guillon), Développement et civilisations, Paris, Centre international Développement et civilisations - Lebret-Irfed, no 360,‎ 2008, p. 1-4 (résumé)[9].
- « La Birmanie côté femmes », dans Birmanie contemporaine (sous la direction de Gabriel Defert), Bangkok, Thaïlande, IRASEC (Institut de Recherche sur l'Asie du Sud-Est Contemporaine), 2008 (ISBN 978-2-84654-176-3), p. 105-122.
- (en) Lettres et récits de Birmanie et du Vietnam : témoignage à deux voix (avec Emmanuel Guillon), Paris, Persée (maison d'édition), juillet 2012, 805 p. (ISBN 978-2-8231-0170-6)

### Ouvrages sur Haïti
- La communauté haïtienne en Île-de-France, Éditions L'Harmattan, 1996, 192 p. (ISBN 978-2-296-31878-6 et 2-296-31878-9, lire en ligne)[10],[11].
- Les Haïtiens de France et le Sida, Éditions L'Harmattan, 1999 (ISBN 978-2-296-38728-7 et 2296387284, lire en ligne).

### Articles professionnels
Claude Delachet-Guillon a rédigé plus d'une vingtaine d’articles professionnels sur l'Immigration en France, publiés entre 1980 et 1993, dans les revues suivantes principalement : Accueillir, Hommes et Migration, Migrants et formation, Migrations et Pastorale, Publications du Secours Catholique, Rencontre/ Cahiers du travailleur social,
Revue Européenne des Migrations Internationales, Vie Sociale.